# Malick Thiaw
Malick Laye Thiaw [tʃaʊ] (* 8. August 2001 in Düsseldorf) ist ein deutsch-finnischer Fußballspieler. Der Innenverteidiger steht aktuell bei Newcastle United unter Vertrag.

## Familie
Der Sohn eines senegalesischen Vaters und einer finnischen Mutter wuchs in Düsseldorf auf. Die Mutter war als Jugendliche Leichtathletin, der Vater Fußballtorwart im Senegal.
Er besaß zunächst nur die finnische Staatsbürgerschaft und erwarb im Frühjahr 2021 die deutsche Staatsangehörigkeit per Einbürgerung.
Er spricht neben Deutsch auch Finnisch, Englisch und Wolof und lernte nach seinem Wechsel nach Mailand auch Italienisch. Innerhalb der Familie wird meist Finnisch gesprochen.

## Karriere

### Verein
Thiaw begann mit dem Fußballspielen beim Düsseldorfer Stadtteilverein TV Kalkum-Wittlaer und wechselte von dort zu Fortuna Düsseldorf. Über die Nachwuchsleistungszentren von Bayer 04 Leverkusen und Borussia Mönchengladbach kam er als C-Jugendlicher zum FC Schalke 04, in deren U17 und U19 er in der Folge regelmäßig zum Einsatz kam. In der A-Jugend-Spielzeit 2018/19 gelangte der Innenverteidiger als Stammkraft mit Schalke bis ins Achtelfinale des Juniorenpokals sowie ins Halbfinale der Meisterschaftsendrunde. Dort musste man sich dem späteren Meister und Erzrivalen Borussia Dortmund geschlagen geben. In der UEFA Youth League bestritt Thiaw alle Gruppenspiele, schied jedoch mit der Mannschaft aus.
In der Winterpause der Bundesligasaison 2019/20 nahm Thiaw am Trainingslager der Profimannschaft teil und stand Anfang 2020 beim 0:1 gegen den FC Bayern München im DFB-Pokal-Viertelfinale erstmals im Kader. Am 25. Bundesligaspieltag wurde der Abwehrspieler beim 1:1 im Heimspiel gegen die TSG 1899 Hoffenheim kurz vor Schluss für Jonjoe Kenny eingewechselt. Es folgten drei weitere Einwechslungen sowie eine Vertragsverlängerung bis Juni 2024. Zur Saison 2020/21 rückte Thiaw fest in den Profikader auf. Am 30. Oktober 2020 schoss er am 6. Spieltag beim 1:1 gegen den VfB Stuttgart mit dem Tor zum 1:0 seinen ersten Treffer in der höchsten deutschen Spielklasse. Insgesamt kam er in 19 von 34 Saisonspielen zum Einsatz und stand dabei oftmals in der Startelf; zum Saisonende stieg der FC Schalke 04 nach 30 Jahren Erstligazugehörigkeit in die 2. Bundesliga ab. Thiaw blieb den Gelsenkirchenern treu und  etablierte sich in der Saison 2021/22 als Stammspieler auf der Position des Innenverteidigers. Dabei trug er mit zwei Toren zum umgehenden Wiederaufstieg in die Bundesliga bei. Zu Beginn der Spielzeit 2022/23 absolvierte Thiaw noch drei Spiele und verließ daraufhin die Schalker.
Ende August 2022 wechselte er zur AC Mailand nach Italien. War Thiaw noch vor dem Jahreswechsel zumeist Reservist, erkämpfte er sich ab Februar 2023 einen Platz in der Stammformation auf der Position des Innenverteidigers. Mit der AC Mailand wurde er in der Saison 2022/23 in der Serie A Vierter und qualifizierte sich zudem für das Halbfinale in der UEFA Champions League, in dem die Lombarden gegen den Stadtrivalen Inter Mailand ausschieden. Sein erstes Tor für die Mailänder köpfte Thiaw am 4. Spieltag der UEFA Champions League 2024/25 beim 3:1-Sieg im Auswärtsspiel gegen Real Madrid zur 1:0-Führung. Mit dem Tor wurde er zum jüngsten deutschen Torschützen der Vereinsgeschichte. Am 6. Januar 2025 gewann der Verteidiger mit den Rossoneri die Supercoppa Italiana.
Mitte August 2025 wechselte Thiaw zu Newcastle United in die Premier League.

### Nationalmannschaft
Im August 2017 wurde Thiaw für die finnische U17-Nationalmannschaft nominiert, für die er allerdings nicht zum Einsatz kam. Er wäre auch für senegalesische Auswahlen spielberechtigt gewesen.
Im März 2021 nominierte Stefan Kuntz den 19-Jährigen in den Kader der deutschen U21-Nationalmannschaft für die U21-Europameisterschaft 2021 in Slowenien und Ungarn, die aufgrund der COVID-19-Pandemie geteilt im März und von Ende Mai bis Anfang Juni stattfand. Bei den drei Vorrundenspielen kam der Innenverteidiger hinter Amos Pieper und Nico Schlotterbeck nicht zum Einsatz und er wurde nicht für die Finalrunde nominiert. Ohne ihn wurde die deutsche Mannschaft U21-Europameister. Sein erstes Länderspiel für die U21 bestritt er schließlich im EM-Qualifikationsspiel in Serravalle gegen San Marino am 2. September 2021. Fünf Tage später gelang ihm in Lettland sein erster Treffer für die U21.
Aufgrund der verletzungsbedingten Absage von Armel Bella-Kotchap berief ihn Bundestrainer Hansi Flick im März 2023 erstmals in den Kader der A-Nationalmannschaft. Thiaw absolvierte seine ersten beiden A-Länderspiele am 16. und am 20. Juni 2023 bei zwei Niederlagen in Testspielen gegen Polen und Kolumbien; er stand dabei jeweils in der Startelf.

## Erfolge
FC Schalke 04
- Deutscher Zweitligameister: 2022

AC Mailand
- Italienischer Supercupsieger: 2024

Nationalmannschaft
- U21-Europameister: 2021